# NBA Live 16
NBA Live 16 est un jeu vidéo de sport développé par EA Games, et publié par Electronic Arts.

## Accueil
- IGN : 6/10[1]
- Jeuxvideo.com : 12/20[2]